# مورتن بو
مورتن بو (بالدنماركية: Morten Bo)‏ هو مصور دنماركي، ولد في 10 مايو 1945.

## وصلات خارجية
- مورتن بو على موقع IMDb (الإنجليزية)
- مورتن بو على موقع ديسكوغز (الإنجليزية)